# Feroportin
Feroportin je transmembranski protein koji u tijelu čovjeka prenosi željezo (Fe) iz unutrašnjosti stanice u međustanični prostor. Nalazimo ga na površini
stanica koje pohranjuju i prenose Fe, a to su enterociti u dvanaesniku, hepatociti u jetri, te markofazi retikuloendotelnog sustava.
Molekule feroportina i hepcidina imaju odlučujuću ulogu u homeostazi željeza u tijelu čovjeka. Istraživanja pokazuju da molekula hepcidina inhibira feroportin, tako da 
se veže na njega, što dovodi do internalizacije feroportina. To dovodi da posljedičnog nakupljanja željeza unutar stanica i smanjenje razine Fe u krvi. Poseban značaj se vidi kod enterocita koji se na kraju svog životnog ciklusa ljušte u probavnu cijev, te višak željeza koji pohrane u sebi ne ulazi u krvotok, već biva izlučen iz tijela stolicom.

## Klinička važnost
Mutacije gen za feroportin uzrokuju hemokromatozu tip IV ili bolest feroportina. Učinici ovih mutacija su različiti i obično nisu klinički teški.